# 2665 Schrutka
2665 Schrutka је астероид главног астероидног појаса чија средња удаљеност од Сунца износи 2,247 астрономских јединица (АЈ).
Апсолутна магнитуда астероида је 13,2.